# Elaphrothrips armatus
Elaphrothrips armatus är en insektsart som först beskrevs av Ian A. Hood 1908.  Elaphrothrips armatus ingår i släktet Elaphrothrips och familjen rörtripsar. Inga underarter finns listade i Catalogue of Life.